# Ambar à Stapar
Stapar, en Serbie, possède un ambar (en serbe cyrillique : Амбар у Стапару ; en serbe latin : Ambar u Staparu), construit en 1847. En raison de sa valeur patrimoniale, il est inscrit sur la liste des monuments culturels de grande importance de la république de Serbie (identifiant no SK 1177).

## Présentation
L'ambar de Stapar a été construit en 1847. Ce bâtiment en bois est précédé d'un porche longitudinal soutenu par des colonnes décorées de motifs végétaux ; les parties ornementales étaient colorées, comme en témoignent des vestiges de peinture. Le toit à pignon est recouvert de tuiles.